# Mimosa moreliensis
Mimosa moreliensis är en ärtväxtart som först beskrevs av Nathaniel Lord Britton och Joseph Nelson Rose, och fick sitt nu gällande namn av Arthur Allman Bullock. Mimosa moreliensis ingår i släktet mimosor, och familjen ärtväxter. Inga underarter finns listade i Catalogue of Life.